# Abarmalane
Abarmalane, soms gespeld Adarmalane, is een gemeente (commune) in de regio Timboektoe in Mali. De gemeente telt 1000 inwoners (2009).